# Anthedonella subtillima
Anthedonella subtillima is een vlinder uit de familie wespvlinders (Sesiidae), onderfamilie Sesiinae.
Anthedonella subtillima is voor het eerst wetenschappelijk beschreven door Bryk in 1947. De soort komt voor in het Oriëntaals gebied.